# Список Героев Украины/Ш
В настоящем списке в алфавитном порядке представлены люди, получившие почётное звание Герой Украины, чьи фамилии начинаются с буквы «Ш».
- Список содержит информацию о дате указа присвоения почётного звания, роде деятельности награждённых и годах их жизни.

## Список людей, фамилии которых начинаются с «Ш»
| №  | Фамилия, Имя Отчество           | Дата Указа | Деятельность | Годы жизни            |
| -- | ------------------------------- | ---------- | --- | --------------------- |
| 1  | Шалимов, Александр Алексеевич   | 20.06.2005 | Почетный директор Института клинической и экспериментальной хирургии АМН Украины, доктор медицинских наук, академик АМН Украины, академик НАН Украины, Киев | 20.01.1918—28.02.2006 |
| 2  | Шапиро, Анатолий Павлович       | 21.09.2006 | Командир отдельного стрелкового батальона 100-й стрелковой дивизии, участник освобождения концентрационного лагеря Аушвиц 27 января 1945 (посмертно)        | 18.01.1913—08.10.2005 |
| 3  | Шаповал, Михаил Васильевич      | 21.08.2010 | Председатель правления сельскохозяйственного кооператива «Летава» Чемеровецкого района, Хмельницкая область.                                                | род. 08.02.1946       |
| 4  | Шаповаленко, Павлина Михайловна | 13.11.2001 | Оператор машинного доения сельскохозяйственного производственного кооператива «Агрофирма „Первое мая“», Сумская область                                     | род. 11.09.1949       |
| 5  | Швед, Ярослав Антонович         | 22.08.2004 | Директор частного сельскохозяйственного предприятия «Мамаивське», Кицманский район Черновицкой области                                                      | род. 20.08.1949       |
| 6  | Шевченко, Андрей Николаевич     | 31.12.2004 | Заслуженный мастер спорта Украины, лучший футболист Европы 2004 года                                                                                        | род. 29.09.1976       |
| 7  | Шевченко, Владимир Павлович     | 19.08.2006 | Ректор Донецкого национального университета, доктор физико-математических наук, академик НАН Украины                                                        | род. 05.01.1941       |
| 8  | Шевченко, Иван Петрович         | 26.08.2010 | Забойщик на отбойных молотках структурного подразделения «Шахта Енакиевская» государственного предприятия «Орджоникидзеуголь», Донецкая область             | род. 16.10.1967       |
| 9  | Шевченко, Тарас Григорьевич     | 21.11.2007 | Генеральный директор акционерного общества «Алчевский металлургический комбинат», Луганская область                                                         | род. 03.09.1954       |
| 10 | Шемук, Сергей Александрович     | 26.08.2010 | Забойщик на отбойных молотках общества «Арендное предприятие Шахта „Новодзержинская“», Донецкая область                                                     | род. 29.06.1972       |
| 11 | Шилюк, Петр Степанович          | 21.08.2009 | Президент холдинговой компании «Киевгорстрой» | род. 03.07.1949       |
| 12 | Шухевич, Роман Иосифович        | 12.10.2007 | Главный командир Украинской повстанческой армии в 1942—1950 годах, генерал-хорунжий (посмертно)                                                             | 30.06.1907—05.03.1950 |
| 13 | Шухевич, Юрий Романович         | 19.08.2006 | Председатель общественной организации «Галицкий выбор», Львов                                                                                               | род. 28.03.1933       |